# Deniz Gezmiş
Deniz Gezmiş (28 de febrero de 1947- 6 de mayo de 1972) fue un líder estudiantil marxista- revolucionario turco y activista político en Turquía a finales de la década de 1960. Fue uno de los miembros fundadores del Ejército Popular de Liberación de Turquía (THKO).

## Biografía
Nació de un inspector de educación primaria y sindicalista Cemil Gezmiş y de una maestra de escuela primaria Mukaddes Gezmiş. Se educó en varias ciudades turcas. Pasó la mayor parte de su infancia en Sivas donde también creció su padre. Se graduó de la escuela secundaria en Estambul, donde encontró por primera vez ideas de izquierda. Gezmiş y sus compañeros son considerados por algunos como el Che Guevara y compañeros de Turquía.

## Vida política

Afiche de Deniz Gezmiş.

Después de unirse al Partido de los Trabajadores de Turquía , estudió derecho en la Universidad de Estambul en 1966. En el verano de 1968, Gezmiş y otros 15 estudiantes fundaron la Unión de los Estudiantes Revolucionarios (turco: Devrimci Öğrenci Birliği). También fundó la Organización de los Juristas Revolucionarios (turco: Devrimci Hukukçular Kuruluşu)
Gezmiş se volvió cada vez más activo políticamente y se involucró en la ocupación estudiantil de la Universidad de Estambul en junio de 1968. Después de que la ocupación fue terminada por la fuerza, encabezó las protestas contra la llegada de la Sexta Flota de los Estados Unidos a Estambul. Deniz Gezmiş fue arrestado por esas acciones el 30 de julio de 1968 y puesto en libertad el 20 de octubre del mismo año.
A medida que aumentó su participación en el Partido de los Trabajadores de Turquía y comenzó a abogar por una revolución democrática nacional, sus ideas empezaron a circular e inspirar a una creciente base de estudiantes revolucionarios. El 28 de noviembre de 1968, fue detenido de nuevo tras la visita del embajador estadounidense Robert Komer a Turquía pero más tarde fue puesto en libertad. El 16 de marzo de 1969 fue detenido de nuevo por participar en conflictos armados de derecha y de izquierda y encarcelado hasta el 3 de abril. Gezmiş fue arrestado de nuevo después de dirigir a estudiantes de la Facultad de Derecho de la Universidad de Estambul en una protesta contra el proyecto de ley de reforma el 31 de mayo de 1969. La universidad fue cerrada temporalmente y Gezmiş resultó herido en el conflicto. Aunque estaba bajo vigilancia, escapó del hospital y fue a los campos de la Organización de Liberación de Palestina en Jordania para recibir entrenamiento de guerrilla.
Durante los años 60, Gezmiş se cruzó con el infame espía americano ruso-soviético de la CIA Aldrich Ames. Mientras que buscaba la información sobre la inteligencia soviética, Ames reclutó a uno de compañeros de piso de Gezmiş, quién le dio información sobre la membresía y actividades de Devrimci Gençlik (DEV-GENÇ), un grupo juvenil marxista.

## Detención y juicio
El 11 de enero de 1971, Deniz Gezmiş participó en el robo de la sucursal de Emek del banco Iş/ Iş Bankası (TR) en Ankara. El 4 de marzo de este año, secuestró a cuatro soldados estadounidenses de TUSLOG/El Grupo Logístico de los Estados Unidos con su sede en Balgat, Ankara. Después de liberar a los rehenes, Gezmiş y Yusuf Aslan fueron capturados vivos entre Gemerek-Yeniçubuk, Şarkışla y Sivas tras un enfrentamiento armado con los agentes del orden público. Su juicio comenzó el 16 de julio de 1971 después del golpe del estado del 12 de marzo. Gezmiş fue condenado a muerte el 9 de octubre por violar el artículo 146 del código penal turco que se refiere a los intentos de 'derrocar el orden constitucional'. De acuerdo con el procedimiento legal en aquel tiempo, una sentencia de muerte tenía que ser aprobada por el parlamento antes de ser enviada al presidente de la República para su aprobación final. En marzo y abril de 1972, la sentencia fue presentada ante el parlamento y en ambas lecturas la sentencia fue aprobada abrumadoramente. El primer ministro en aquel tiempo era Nihat Erim. Algunos políticos como İsmet İnönü y Bülent Ecevit se opusieron a la sentencia, pero otros, entre ellos Süleyman Demirel, Alparslan Türkeş, Ismet Sezgin votaron en favor de ella. Demirel y sus colegas en el AP (Adalet Partisi/ El Partido de la Justicia) votaron en favor de las ejecuciones gritando "¡Tres de ellos, tres de nosotros!" refiriéndose a los políticos del Partido Democrático de derecha incluso ex primer ministro Adnan Menderes, quién fue ejecutado en 1961 tras los juicios de Yassıada. Partido Republicano del Pueblo apeló al tribunal constitucional para impedir la confirmación por el parlamento y el tribunal constitucional anuló la decisión tomada. Pero el parlamento volvió a constituir y reafirmó la pena de muerte. En un intento de detener la ejecución de Gezmiş y otros dos prisioneros, 11 militantes del Ejército Popular de la Liberación, entre ellos Ertuğrul Kürkçü y Mahir Çayan secuestraron a tres técnicos. Trajeron los técnicos a Kızıldere donde fueron rodeados por las fuerzas armadas el 30 de marzo de 1972. Se logró la liberación de los técnicos y todos los militantes, excepto Kürkçü, fueron asesinados. El 3 de mayo, el presidente Cevdet Sunay firmó la decisión de ejecutar Gezmiş. Fue ejecutado en la horca el 6 de mayo de 1972 en la prisión central de Ankara junto con Hüseyin Inan y Yusuf Aslan.

Su último deseo fue beber té y escuchar el Concierto de Aranjuez y el concierto de guitarra de Joaquín Rodrigo.
"Viva totalmente independiente Turquía. Viva la gran ideología de Marxismo-Leninismo. Viva la lucha de los pueblos turco y kurdo por la independencia. Maldito sea el imperialismo. Vivan los trabajadores y los aldeanos."
____Las últimas palabras de Deniz Gezmiş

## Repercusiones
- Los que fueron ejecutados el 6 de mayo de 1972 pidieron ser enterrados al lado de Taylan Özgür en Ankara, pero su último deseo no se cumplió.
- En 1980, el ex primer ministro Nihat Erim fue asesinado por Devrimci Sol.
- En 1987, Süleyman Demirel, que inicialmente había apoyado activamente las ejecuciones, dijo a un periodista que le estaba entrevistando que las ejecuciones fueron un percance que ocurrió durante la guerra fría.
- Mientras que las ejecuciones de Deniz Gezmiş, Yusuf Aslan y Hüseyin İnan bajo la junta militar de la década de 1970 asestaron un golpe a la moral de izquierda en Turquía, a largo plazo establecieron los tres jóvenes como símbolos bajo los cuales se reuniría la izquierda turca.
- La marcha por la independencia en honor de Deniz Gezmiş comenzó el 1 de mayo de 2007 de Estambul a Ankara bajo el liderazgo de Frente Patriótico (turco: Yurtsever Cephe). Los participantes de esta marcha, que finalizó en el Cementerio de Karşıyaka, en Ankara donde Deniz Gezmiş y sus compañeros fueron ejecutados en 1972, organizaron algunos festivales explicando su propósito en varias escalas en su camino. Antes de la marcha, el tribunal de primera instancia de Çanakkale dictó sentencia para retirar las pancartas en cuestión debido al hecho de que llevaban imágenes de prisioneros que fueron condenados a muerte.

## Sus opiniones
Su hermano mayor expresó las ideas de Deniz Gezmiş ideas sobre Mustafa Kemal Atatürk de esa manera:
"Tenéis que presentar una evidencia para poder alegar que a Deniz nunca le gustó Atatürk. No sólo Deniz, sino también el 90% de la generación de 1968 decía que iniciaron la segunda guerra de independencia considerando a Atatürk como una referencia. Deniz era socialista y además era un partidario de Atatürk."
"Es tan fácil afirmarlo; es que Deniz tiene explicaciones llamadas 'Al pueblo turco' sobre Atatürk durante la marcha de Atatürk de Samsun a Ankara. Algunos dicen que inicialmente tomó como referencia a Atatürk pero más tarde se convirtió en socialista. Entonces necesitáis leer su última defensa personal en Mamak. Tras la siguiente acusación del fiscal en el tribunal así ' Esas personas nunca dicen Atatürk, su referencia es solamente la fotografía de Mustafa Kemal con Kalpak', Deniz dijo que 'Somos los que más defienden a Atatürk'.